# Ibn Wahshiyah
Ibn Wahshiyya (également Ibn Wahshiya ou Ibn Wahshiyah), surnommé al-Kasdani  (« le Chaldéen »), de son nom complet Abu Bakr Ahmed ibn 'Ali ibn Qays al-Wahshiyah al-Kasdani al-Qusayni al-Nabati al-Sufi, en arabe أبو بكر أحمد بن وحشية, (IXe et Xe siècles), est un écrivain araméen. 

## Biographie
Né près de Koufa, en Irak, on pense qu'il a écrit ou traduit en arabe un traité d'agriculture nommé L'Agriculture nabatéenne (Kitab al-falaha al-nabatiya). Ce traité, dont seuls les 2e et 3e livres nous sont parvenus sur les neuf livres originaux, serait basé sur d'anciennes sources babyloniennes et expose des techniques et des traditions liées à l'agriculture du monde syrien/araméen datant d'avant la conquête des Arabes. Il rapporte en particulier le mythe préadamite des Sabéens selon laquelle Adam aurait eu des parents, et qu'il serait venu d'Inde. Ces théories furent commentées par les philosophes juifs Juda Halevi et Moïse Maïmonide, à travers lesquels elles furent reprises au XVIIe siècle par le millénariste français Isaac La Peyrère.

## Égyptologie
On lui attribue également le Kitab Shawq al-Mustaham, un livre qui discute de plusieurs alphabets, dont les hiéroglyphes égyptiens. Celui-ci a été, par la suite, lu par Athanasius Kircher au XVIIe siècle puis traduit en anglais par Joseph Hammer en 1806 ; ce texte était également connu de Silvestre de Sacy. Selon Okasha El Daly, de l'University College London's Institute of Archaeology de Londres, la moitié des hiéroglyphes ont été décodés par Ibn Wahshiyah huit siècles avant ceux de Champollion et de la pierre de Rosette, faisant, pour lui, d'Ibn Wahshiyya le premier véritable égyptologue de l’histoire,. 
Si les critiques de cet ouvrage reconnaissent majoritairement qu’il apporte une documentation nouvelle sur l’approche des auteurs arabes de l’Égypte antique, elles sont sévères, par exemple concernant le déchiffrement des hiéroglyphes. Pour Winand, l’ouvrage d’Okasha doit être lu avec « quelques précautions », Ibn Wahshiyya n'étant qu'un « écho distant » de la tradition de Chaeromon[Lequel ?] et d’Horapollon pour qui les « signes hiéroglyphiques lui apparaissent donc davantage comme des pictogrammes que comme des signes d’écriture ». Sur Ibn Wahshiyya, en particulier, Colla nie l’existence d’une « tradition cumulative d’apprentissage » ou de continuité entre ses recherches et les recherches plus tardives. 
Pour Elliott Colla, l'auteur a sous-estimé les divergences et contradictions entre les écrits médiévaux et les connaissances actuelles. De même, pour Schick, « L’auteur a toutefois une vision assez exagérée de la contribution que peut apporter à l’égyptologie moderne le fait de savoir ce que les auteurs arabes médiévaux ont écrit » et à propos des travaux des auteurs arabes sur les hiéroglyphes, « Leurs tentatives ont échoué et leur compréhension n’a pas évolué au-delà du sentiment général que les hiéroglyphes avaient une valeur phonétique avec leur valeur symbolique ». 
Pour Eyma, le livre montre un trop grand « enthousiasme » de l’auteur et encore plus de la presse. La source du Guardian, citée ci-dessus, est nommément critiquée comme « sensationnaliste ». L’auteur refuse certaines associations qu'elle considère comme exagérées. Ainsi, le signe O9 est identifié par Ibn Wahshiyah à la « justice ». Okasha le considère correct parce que la justice est rendue dans les temples (et que le signe O9 représente un temple). De même, l’auteur critique fortement la mention de la moitié de hiéroglyphes déchiffrés.
Dominique Farout évoque, dans un article consacré au déchiffrement des hiéroglyphes, les érudits arabes égyptien dont « Un certain nombre de traités en livrent des explications insensées qui reposent sur une pensée ésotérique, cabalistique, analysant les signes, soit comme des mots, soit comme des sons, de façon comparable aux idées exprimées en Europe avant Champollion. »